# Кольмар фон дер Гольц
Барон Вільгельм Леопольд Кольмар фон дер Гольц (нім. Wilhelm Leopold Colmar Freiherr von der Goltz, Гольц-паша; 12 серпня 1843, Адліг-Белькенфельд, Східна Пруссія — 19 квітня 1916, Багдад) — прусський генерал-фельдмаршал і військовий письменник.

## Життєпис
Фон дер Гольц народився в Адліг-Бількенфельді, Східна Пруссія (нині Іванівка, Полєський район, Калінінградська область), у збіднілій дворянській родині фон дер Гольц. Виріс у маєтку Фабіансфельде поблизу Пройсіш-Ейлау.
Гольц вступив до прусської піхоти в 1861 році другим лейтенантом до 5-го Східно-Прусського піхотного полку №41 у Кенігсберзі. 1864 року він ніс прикордонну службу в Торуні, після чого вступив до Берлінської військової академії, але в 1866 році був тимчасово відкликаний для участі в Австро-прусській війні, під час якої був поранений під Траутенау. У 1867 році вступив до топографічного відділу генерального штабу, а на початку франко-прусської війни був відряджений до штабу принца Фрідріха Карла, головнокомандувача Другої армії. Брав участь у битвах при Марс-ла-Тур і Гравелоттом, а також в облозі Меца. Після падіння Меца служив під командуванням принца Фрідріха Карла в кампанії на Луарі, брав участь в битвах під Орлеаном і Ле-Маном.
У 1871 році Гольц був призначений професором військової школи в Потсдамі, отримав звання капітана і був зарахований до історичної секції генерального штабу. Саме тоді він написав книгу «Операції II Армії аж до капітуляції Меца» (Die Operationen der II. Armee bis zur Capitulation von Metz та «Сім днів Ле-Мана» (Die Sieben Tage von Le Mans), обидві опубліковані в 1873 році. У 1874 році він був призначений першим офіцером генерального штабу 6-ї дивізії і, перебуваючи на цій посаді, написав «Операції II Армії на Луарі» (Die Operationen der II. Armee an der Loire) та «Леон Гамбетта та його армії» (Léon Gambetta und seine Armeen), опубліковані у 1875 та 1877 роках відповідно. Остання була перекладена французькою мовою того ж року і вважається багатьма істориками його найбільш оригінальним внеском у військову літературу.
У 1878-1883 роках Гольц викладав військову історію у Військовій академії. У 1883 році він опублікував свою відому книгу «Від Росбаха до Єни і Ауерштедта» (Von Roßbach bis Jena und Auerstedt), в якій опосередковано критикував Німецьку імперію через своє трактування прусської військової історії. З 1883 по 1895 рік він займався реорганізацією османської армії і був призначений мюширом (маршалом) з титулом «паша». Він повернувся до Німеччини в 1895 році, 18 квітня був призначений генерал-лейтенантом і 2 січня 1896 року прийняв командування 5-ю дивізією у Франкфурті-на-Одері. 27 січня 1900 року отримав звання генерала від інфантерії, а 27 січня 1902 року прийняв командування I армійським корпусом у Кенігсберзі. У вересні 1907 року очолив новостворену VI. Армійську інспекцію, що базувалася в Берліні. У 1908 році отримав звання генерал-полковника. На початку 1911 року був призначений фельдмаршалом, а з 5 грудня 1912 року - інспектором II армійської інспекції. На його прохання 4 липня 1913 року Гольц був звільнений з цієї посади і переведений в офіцерський чин у відставку.
7 липня 1909 року Гольц ледь не став канцлером Рейху. Цього дня кайзер Вільгельм II радився з Рудольфом фон Валентіні, тодішнім головою цивільного кабінету, щодо того, хто має стати рейхсканцлером — Теобальд фон Бетман Гольвег чи фон дер Гольц. Кайзер був дуже схильний призначити генерала, але його постійна присутність у Туреччині з травня 1909 року була надто важливою, щоб повертати його до Берліна, тож канцлером зрештою став Бетман-Гольвег.

### Реформування османської армії
Гольц домігся деяких реформ, таких як подовження терміну навчання у військових школах і додавання нових навчальних планів для курсів персоналу у Військовому коледжі. З 1883 по 1895 рік Гольц підготував так зване "покоління Гольца" османських офіцерів, багато з яких відіграватимуть важливу роль у військовому та політичному житті Османської імперії. Гольц, який навчився вільно розмовляти турецькою мовою, був викладачем, яким захоплювалися, якого вважали "батьком", і який був "натхненником" для кадетів, котрі вважали його "джерелом натхнення". В результаті, саме османська, а не німецька армія першою прийняла теорію "нації зі зброєю в руках" Гольца як основу свого розуміння війни. Через кілька років він отримав титул паші, а в 1895 році, перед самим поверненням до Німеччини, отримав звання мюшира. Його вдосконалення османської армії були значними. Гольц часто висловлював захоплення звичайним турецьким солдатом, якого він вважав надзвичайно витривалим, хоробрим і готовим страждати без нарікань.

## Перша світова війна

### На німецькій службі (1914—1915)

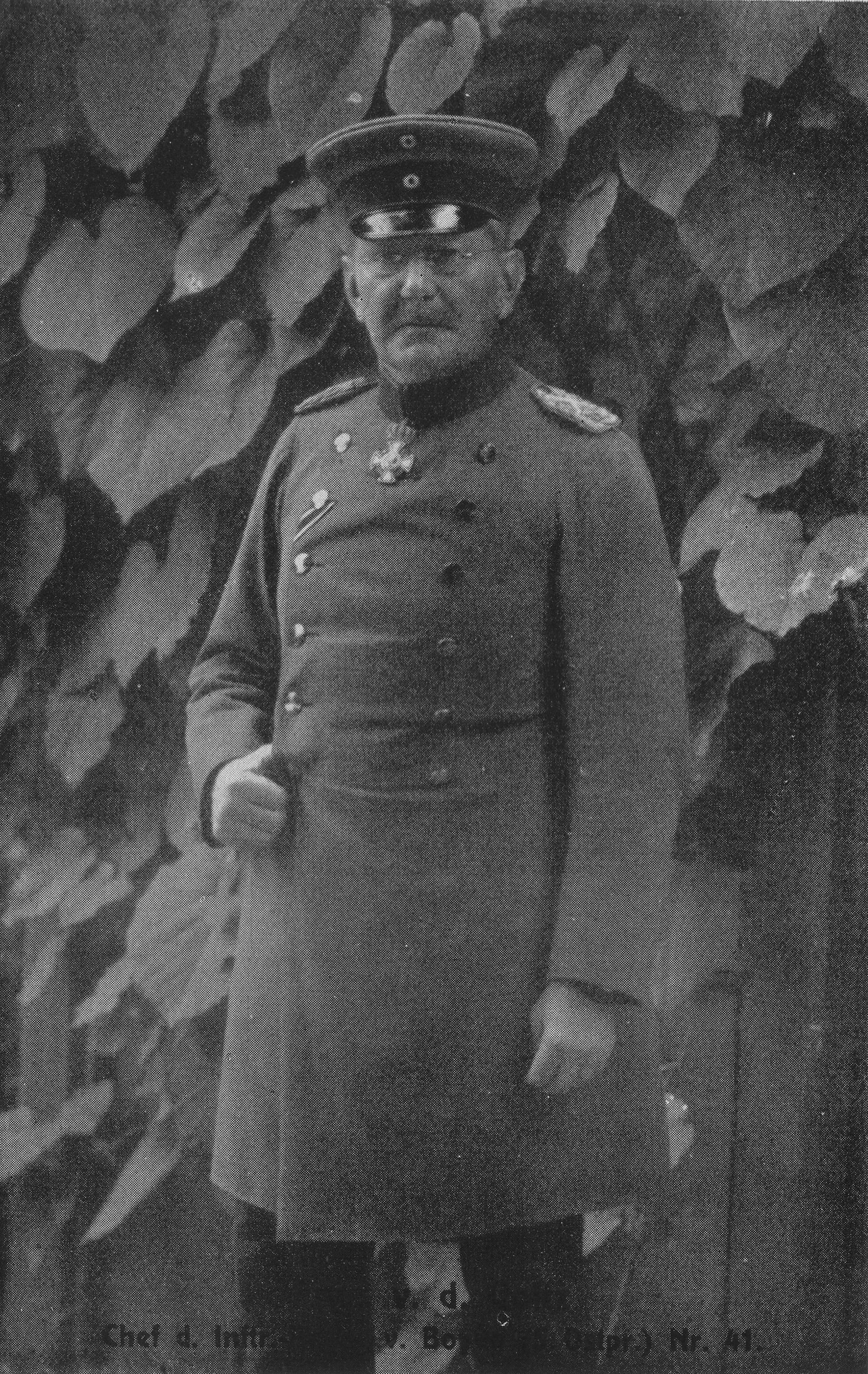
Кольмар фон дер Гольц (1914)

На початку Першої світової війни Гольц був відкликаний на службу і призначений військовим губернатором Бельгії. На цій посаді він знищив рештки опору бельгійців. Як зазначає британський історик Мартін Гілберт у «Першій світовій війні», на початку вересня 1914 року призначений на посаду військового губернатора Гольц проголосив: «Сувора необхідність війни полягає в тому, що покарання за ворожі дії падає не лише на винних, але й на невинних». 5 жовтня він висловився ще чіткіше, коли віддав наказ: «Надалі села, розташовані поблизу місць руйнування залізничних і телеграфних ліній, будуть каратися без жалю (незалежно від того, чи винні вони в цих діях, чи ні). З огляду на це, у всіх селах, розташованих поблизу залізничних ліній, яким загрожують такі напади, були взяті заручники. При першій же спробі зруйнувати залізничні, телеграфні чи телефонні лінії вони будуть негайно розстріляні».

### На османській службі (1915—1916)
З листопада 1914 по квітень 1915 року — ад'ютант султана Мехмеда V. Фактично очолив керівництво військовими діями турецької армії. З 14 квітня 1915 року - командувач 1-ї турецької армії, дислокованої в районі Константинополя. З жовтня 1915 року — командувач 6-ї армії, прийняв керівництво німецькими і турецькими військами в Месопотамії. Розбив сили британського генерала Чарльза Таунсенда при Ктезифоні 23 грудня 1915 року. Після відступу британських військ, Гольц розвернув армію і пішов за ними вниз по річці. Коли Таунсенд зупинився біля Ель-Кута, Гольц взяв в облогу британський гарнізон в місті. Турецька 6-та армія під командуванням Халіля Кут-паші повинна була відбити основні британські спроби деблокувати гарнізон Ель-Кута, зберігаючи при цьому облогу. Загалом британці спробували здійснити три невдалі атаки, втративши при цьому 23 000 осіб. Битви включали битву при Ваді, при Ханні та при Дуджайлі.

### Смерть
Гольц помер 19 квітня 1916 року, приблизно за два тижні до капітуляції британців в Ель-Куті 29 квітня. Офіційною причиною його смерті був тиф. Згідно з його заповітом, він був похований на території німецького консульства в Стамбулі, з видом на Босфор.

## Погляди
На думка Ґольца, щоб виграти війну в майбутньому, потрібно, щоб «великі цивілізовані нації сьогодення довели свою військову організацію до ще більшої досконалості». З огляду на це, Ґольц вважав, що суспільство має бути мілітаризоване в мирний час на безпрецедентному рівні, і що необхідним є «повне злиття військового і цивільного життя». Ґольц був мілітаристом, соціал-дарвіністом і ультранаціоналістом, який вірив у те, що війна є необхідною, бажаною і неминучою. Ґольц, який вважав криваву бійню війни найпрекраснішою річчю у світі, писав: «Вона [війна] є вираженням енергії і самоповаги, якими володіє нація... Вічний мир означає вічну смерть!».

## Нагороди

### Прусське королівство
- Орден Червоного орла
  - 4-го класу з мечами (15 січня 1867)
  - 2-го класу з дубовим листям, мечами на кільці та короною (27 січня 1893)
  - великий хрест (27 січня 1902)
- Хрест «За вислугу років» (Пруссія)
- Залізний хрест 2-го класу
- Орден Корони (Пруссія)
  - 3-го класу (18 січня 1881)
  - 1-го класу
- Королівський орден дому Гогенцоллернів, командорський хрест
- Столітня медаль
- Pour le Mérite, цивільний клас (1911)
- Орден Чорного орла з ланцюгом
- Почесний доктор Кенігсберзького університету

### Османська імперія
- Орден Пошани (Османська імперія)
- Орден «Османіє» 1-го класу з діамантами
- Орден Меджида 1-го класу з діамантами
- Срібна і золота медаль «Імтияз»

### Інші країни
- Військовий орден Максиміліана Йозефа, великий хрест (Баварське королівство)
- Орден дому Саксен-Ернестіне, великий хрест
- Почесний хрест (Ройсс) 1-го класу
- Орден Альберта (Саксонія), великий хрест
- Орден Фрідріха (Вюртемберг), великий хрест
- Орден Почесного легіону, кавалер (Друга французька імперія)
- Орден Святого Олександра Невського (Російська імперія)